# FA Charity Shield 1957
Lo FA Charity Shield 1957, noto in italiano anche come Supercoppa d'Inghilterra 1957, è stata la 35ª edizione della Supercoppa d'Inghilterra.
Si è svolto il 22 ottobre 1957 all'Old Trafford di Manchester tra il Manchester United, vincitore della First Division 1956-1957, e l'Aston Villa, vincitore della FA Cup 1956-1957.
A conquistare il titolo è stato il Manchester United che ha vinto per 4-0 con reti di Tommy Taylor (tripletta) e Johnny Berry (su calcio di rigore).

## Partecipanti
| Squadre        | Qualificazione                           | Partecipazioni precedenti (il grassetto indica la vittoria) |
| -------------- | ---------------------------------------- | ----------------------------------------------------------- |
| Manchester Utd | Vincitore della First Division 1956-1957 | 5 (1908, 1911, 1948, 1952, 1956)                            |
| Aston Villa    | Vincitore della FA Cup 1956-1957         | 1 (1957)                                                    |

## Tabellino
| Manchester 22 ottobre 1957                            | Manchester United | 4 – 0 referto | Aston Villa | Old Trafford (27.923 spett.) |
| \| \| \| \| \| Taylor Berry (rig.) \| Marcatori \| \| |                   |               |             |                              |
|                                                       |                   |               |             |                              |
| Taylor Berry (rig.)                                   | Marcatori         |               |             |                              |

| Manchester United | Aston Villa |

### Formazioni
| Manchester Utd: |    |                     |
|                 |    |                     |
| P               | 1  | Ray Wood            |
| D               | 2  | Bill Foulkes        |
| D               | 3  | Roger Byrne         |
| C               | 4  | Freddie Goodwin     |
| C               | 5  | Jackie Blanchflower |
| C               | 6  | Duncan Edwards      |
| A               | 7  | Johnny Berry        |
| A               | 8  | Liam Whelan         |
| A               | 9  | Tommy Taylor        |
| A               | 10 | Dennis Viollet      |
| A               | 11 | David Pegg          |
| Allenatore:     |    |                     |
| Matt Busby      |    |                     |

| Aston Villa:  |    |                 |
|               |    |                 |
| P             | 1  | Nigel Sims      |
| D             | 2  | Stan Lynn       |
| D             | 3  | Peter Aldis     |
| C             | 4  | Stan Crowther   |
| C             | 5  | Jimmy Dugdale   |
| C             | 6  | Pat Saward      |
| A             | 7  | Les Smith       |
| A             | 8  | Jackie Sewell   |
| A             | 9  | Derek Pace      |
| A             | 10 | Bill Myerscough |
| A             | 11 | Peter McParland |
| Allenatore:   |    |                 |
| Eric Houghton |    |                 |